# Código legal de Novgorod
El Código Legal de Nóvgorod (en ruso: Новгородская судная грамота) era un código legal ruso antiguo de la República de Nóvgorod, emitido en 1440, aunque la versión actual se complementó en 1471 bajo los auspicios del gran príncipe de Moscovia Iván III (1462-1505), y su hijo, Iván Ivánovich [1458-90; falleció antes que su padre y nunca reinó]. El preámbulo dice así:
"según la bendición del hieromonje Feofil, que fue nombrado miembro del arzobispado de Nóvgorod el Grande (Veliki Nóvgorod) y Pskov, así [entonces] los alcaldes de Nóvgorod, los týsiatski de Nóvgorod, los boyardos, los hombres de rango, los comerciantes y los ciudadanos que pagan impuestos, todos los cinco distritos (kontsý) [de Nóvgorod], [y] todo Veliki Nóvgorod en asamblea (veche) en la corte de Yaroslav".
El código existe en una sola copia y falta el final. Si bien se publicó muy tarde en la historia de la República de Nóvgorod, probablemente codificaba prácticas que habían existido durante algún tiempo. Preveía cuatro conjuntos de tribunales: el eclesiástico, encabezado por el arzobispo de Nóvgorod; el alcalde, presidido por el posádnik; el principesco, encabezado por el príncipe o su naméstnik (teniente); y el týsiatski, encabezado por el týsiatski, que originalmente era el jefe de la milicia de la ciudad, aunque la corte probablemente sirvió como tribunal comercial.
Las diversas disposiciones del código se ocupaban de cuestiones administrativas, la recaudación de las tasas judiciales y estipulaban que los casos debían completarse antes de que un posádnik dejara el cargo (se eligen anualmente). No se ocupó de crímenes particulares como tales. Eso se trató en la Justicia de la Rus.
El Código legal de Nóvgorod, junto con el Código Judicial de Pskov similar, se consideran más sofisticados que la ley moscovita de la época, y son factores que contribuyeron a la emisión del Sudébnik de 1497 por Iván III.